# Hadiginal, Gokak
Hadiginal là một làng thuộc tehsil Gokak, huyện Belgaum, bang Karnataka, Ấn Độ.